# TU2
A TU2 (oroszul: ТУ – Тепловоз узкоколейный / Tyeplovoz uzkokolejnij, magyarul: keskenynyomtávú dízelmozdony) a Szovjetunióban gyártott és használt keskeny nyomtávolságú dízel-villamos mozdony. A Szovjetunió 750 mm-es nyomtávú gyermekvasútjain és egyéb keskeny nyomtávolságú vasútjain nagy számban alkalmazták, illetve néhány szovjet utódállamban még szolgálatban áll jelenleg is.

## Története
1953-ban fejlesztették ki a szovjet keskeny nyomtávolságú vasutakon használt gőzmozdonyok leváltására. A mozdony prototípusa az 1954-ben két példányban megépített TU1 volt, melyet azonban sorozatban nem gyártottak. A módosított mozdony, a TU2 1955-ben készült el. A TU1-től csak a dízelmotor-generátor egységben különbözik. Tesztelését a szovjet Vasúti Minisztérium saturai Központi Tudományos Kutatóintézetnél végezték. 1955-ben indult el a sorozatgyártása a Kalugai Gépgyárban, ahol a gyártás 1958-as beszüntetéséig közel 300 db készült belőle. Az első három elkészült példányt a litvániai Panevėžys és az észtországi Pärnu keskeny nyomtávolságú vasútjain is kipróbálták. A futáspróbák során 76 km/h-s maximális sebességet sikerült elérni vele, de a szovjet keskeny nyomtávolságú vasúti pályák rossz állapota miatt a legnagyobb üzemi sebességét 50 km/h-ban határozták meg. A 2000-es évek elejétől már nem üzemelnek Oroszországban, de Ukrajna és Litvánia keskeny nyomtávolságú vasútjain még megtalálhatók.

## Műszaki jellemzői
A TU2 dízel-elektromos mozdony. A hajtáslánc elektromos komponensei egyenáramúak. A mozdonyba egy 223,7 kW (300 LE) teljesítményű, 1D12 típusú, V12 hengerelrendezésű négyütemű dízelmotort építettek be, melynek üzemanyagfogyasztása óránként 60 kg, olajfogyasztása 3,6 kg/óra. Ez hajtja a 195 kW teljesítményű, 450 V névleges feszültségű egyenáramú generátort, valamint a segédberendezéseket. Bo-Bo tengelyelrendezésű. Két forgóvázába négy, egyenként 55 kW maximális teljesítményű DK–806A vontatómotort helyeztek el.